# جهان‌نما (کردکوی)
جهان‌نما (کردکوی)، روستایی از توابع بخش مرکزی شهرستان کردکوی در استان گلستان ایران است.

## جمعیت
این روستا در دهستان چهارکوه قرار دارد و براساس سرشماری مرکز آمار ایران در سال ۱۳۸۵، جمعیت آن ۹۹ نفر (۴۳خانوار) بوده‌است.